# Красный ямайский ара
Красный ямайский ара (лат. Ara gossei) —  птица семейства попугаевых с неизвестным положением численности.

## Внешний вид
Известен только из описания английского натуралиста Филиппа Генри Госсе 1847 года, основанном на образце убитом около 1765 года примерно в 10 милях к востоку от поселения Лусеа (Ямайка). Некоторые авторы предполагают, что красный ямайский ара был подвидом кубинского ара или даже одним и тем же видом.

## Распространение
Был эндемиком Ямайки.